# (11549) 1992 YY
1992 واي واي (ويعرف أيضًا باسم (11549) 1992 واي واي وفق تسمية الكوكب الصغير) (بالإنجليزية: 1992 YY)‏ هو كويكب ضمن حزام الكويكبات؛ وترتيبه 11549 من حيث الاكتشاف.
اكتُشف هذا الجُرم الفلكي بواسطة Akira Natori ‏ في 25 ديسمبر 1992.

## وصلات خارجية
- (11549) 1992 YY في قاعدة بيانات مختبر الدفع النفاث لأجرام النظام الشمسي الصغيرة

- الاكتشاف · مخطط المدار ·  العناصر المدارية · المعلمات المادية

- (11549) 1992 YY على موقع ويكي سكاي: DSS2, SDSS, GALEX, IRAS, Hydrogen α, X-Ray, Astrophoto, Sky Map, Articles and images